# Liste der Kulturdenkmale in Kehl
In der Liste der Kulturdenkmale in Kehl sind alle Bau- und Kunstdenkmale der Stadt Kehl und ihrer Teilorte verzeichnet, die im „Verzeichnis der unbeweglichen Bau- und Kunstdenkmale und der zu prüfenden Objekte“ des Landesamts für Denkmalpflege Baden-Württemberg verzeichnet sind.
Diese Liste ist nicht rechtsverbindlich. Eine rechtsverbindliche Auskunft ist lediglich auf Anfrage bei der Unteren Denkmalschutzbehörde des Ortenaukreises erhältlich.

## Allgemein
- Bild: Zeigt ein ausgewähltes Bild aus Commons, „Weitere Bilder“ verweist auf die Bilder im Medienarchiv Wikimedia Commons.
- Bezeichnung: Nennt den Namen, die Bezeichnung oder die Art des Kulturdenkmals.
- Lage: Straßenname und Hausnummer oder Flurstücknummer des Kulturdenkmals, gegebenenfalls auch den Ortsteil. Die Grundsortierung der Liste erfolgt nach dieser Adresse. Der Link (Karte) führt zu verschiedenen Kartendiensten mit der Position des Kulturdenkmals. Fehlt dieser Link, wurden die Koordinaten noch nicht eingetragen. Sind diese bekannt, können sie über ein Tool mit einer Kartenansicht einfach nachgetragen werden. In dieser Kartenansicht sind Kulturdenkmale ohne Koordinaten mit einem roten bzw. orangen Marker dargestellt und können durch Verschieben auf die richtige Position in der Karte mit Koordinaten versehen werden. Kulturdenkmale ohne Bild sind an einem blauen bzw. roten Marker erkennbar.
- Datierung: Baubeginn, Fertigstellung, Datum der Erstnennung oder grobe zeitliche Einordnung entsprechend des Eintrags in der zuständigen Denkmaldatenbank (Landesamt für Denkmalpflege Baden-Württemberg).
- Beschreibung: Kurzcharakteristik des Kulturdenkmals.

## Kehl
| Bild           | Bezeichnung                          | Lage                                                                             | Datierung                  | Beschreibung              | ID |
| -------------- | ------------------------------------ | -------------------------------------------------------------------------------- | -------------------------- | ------------------------- | -- |
| Weitere Bilder | Evangelische Christuskirche          | Kehl, Friedhofstraße 3                                                           | 1822-1824                  |                           |    |
|                | Schulgebäude                         | Kehl, Friedhofstraße 5 (Karte)                                                   |                            | Heute Hanauer Museum      |    |
|                | Friedhof                             | Kehl, Friedhofstraße 95                                                          | 1920-1929                  |                           |    |
|                | Villa                                | Kehl, Großherzog-Friedrich-Straße 2 (Karte)                                      | Ende 19. Jh.               | Geschützt nach § 2 DSchG  | BW |
|                | Wohnhaus                             | Kehl, Großherzog-Friedrich-Straße 5 (Karte)                                      | um 1900                    | Geschützt nach § 2 DSchG  | BW |
|                | Wohnhaus                             | Kehl, Großherzog-Friedrich-Straße 7 (Karte)                                      | 1904                       | Geschützt nach § 2 DSchG  | BW |
|                | Wohnhaus                             | Kehl, Großherzog-Friedrich-Straße 8 (Karte)                                      | Ende 19. Jh.               | Geschützt nach § 2 DSchG  |    |
|                | Wohnhaus                             | Kehl, Großherzog-Friedrich-Straße 9 (Karte)                                      | um 1900                    | Geschützt nach § 2 DSchG  | BW |
|                | Wohnhaus                             | Kehl, Großherzog-Friedrich-Straße 10 (Karte)                                     | 19. Jh.                    | Geschützt nach § 2 DSchG  | BW |
|                | Falkenhausenschule                   | Kehl, Großherzog-Friedrich-Straße 23 (Karte)                                     | 1914/1915                  | Geschützt nach § 2 DSchG  |    |
| Weitere Bilder | St. Johannes Nepomuk-Kirche          | Kehl, Gustav-Weis-Straße 2                                                       |                            |                           |    |
|                | Weinbrennerhaus                      | Kehl, Hauptstraße 22 (Karte)                                                     | 1816                       | Geschützt nach § 2 DSchG  |    |
|                | Wohn- und Geschäftshaus              | Kehl, Hauptstraße 25 (Karte)                                                     | 19. Jh.                    | Geschützt nach § 2 DSchG  | BW |
|                | Wohn- und Geschäftshaus              | Kehl, Hauptstraße 27 (Karte)                                                     | 19. Jh.                    | Geschützt nach § 2 DSchG  | BW |
|                | Wohn- und Geschäftshaus              | Kehl, Hauptstraße 37 (Karte)                                                     | um 1900                    | Geschützt nach § 2 DSchG  | BW |
|                | Hotel Schwert                        | Kehl, Hauptstraße 51 (Karte)                                                     | 19. Jh.                    | Geschützt nach § 2 DSchG  | BW |
|                | Hotel Blume und ehem. Theater Regina | Kehl, Hauptstraße 54 und Blumenstraße 15 (Karte)                                 | 19. Jh.                    | Geschützt nach § 2 DSchG  | BW |
| Weitere Bilder | Friedenskirche                       | Kehl, Hauptstraße 56 (Karte)                                                     | 1847-1851                  | Geschützt nach § 28 DSchG |    |
|                | Wohn- und Geschäftshaus              | Kehl, Hauptstraße 61 (Karte)                                                     | 19. Jh.                    | Geschützt nach § 2 DSchG  | BW |
|                | Kiosk                                | Kehl, Hauptstraße 63 (Karte)                                                     | 1954                       | Geschützt nach § 2 DSchG  | BW |
| Weitere Bilder | Kriegerdenkmal                       | Kehl, Hauptstraße 63, 63a (Karte)                                                | 1906                       | Geschützt nach § 2 DSchG  |    |
|                | Wohn- und Geschäftshaus              | Kehl, Hauptstraße 80 (Karte)                                                     | 19. Jh.                    | Geschützt nach § 2 DSchG  | BW |
|                | Hotel Goldenes Lamm                  | Kehl, Hauptstraße 83 (Karte)                                                     | 19. Jh.                    | Geschützt nach § 2 DSchG  | BW |
|                | Schulgebäude                         | Sundheim, Hauptstraße 331 (Karte)                                                |                            | [ 3 ]                     | BW |
| Weitere Bilder | Amtsgericht                          | Kehl, Hermann-Dietrich-Straße 6, Nibelungenstraße 1                              | 1913-1915                  |                           |    |
|                | Finanzamt                            | Kehl, Hermann-Dietrich-Straße 15 (Karte)                                         | 1928                       | Geschützt nach § 2 DSchG  | BW |
|                | Mehrfamilienwohngebäude              | Kehl, Hermann-Dietrich-Straße 15a (Karte)                                        | um 1930                    | Geschützt nach § 2 DSchG  | BW |
|                | Wohnhausblock                        | Kehl, Hermann-Dietrich-Straße 19-29, Gewerbestraße 18, Kasernenstraße 25 (Karte) | Zwanzigerjahre des 20. Jh. | Geschützt nach § 2 DSchG  | BW |
|                | Schulgebäude                         | Kehl, Iringheimer Straße 18 (Karte)                                              |                            | [ 3 ]                     | BW |
|                | Wohn- und Geschäftshaus              | Kehl, Kasernenstraße 19 (Karte)                                                  | 19. Jh.                    | Geschützt nach § 2 DSchG  | BW |
|                | Wohnhaus mit Werkstatt               | Kehl, Kinzigstraße 19 (Karte)                                                    | um 1900                    | Geschützt nach § 2 DSchG  | BW |
|                | Wohn- und Geschäftshaus              | Kehl, Kinzigstraße 33 (Karte)                                                    | Zwanzigerjahre des 20. Jh. | Geschützt nach § 2 DSchG  | BW |
|                | Fabrikgebäude                        | Kehl, Kinzigstraße 35 (Karte)                                                    | 19. Jh.                    | Geschützt nach § 2 DSchG  | BW |
|                | Tulla-Realschule                     | Kehl, Kinzigstraße 36 (Karte)                                                    | 1927/1928                  | Geschützt nach § 2 DSchG  | BW |
|                | Wohnhaus                             | Kehl, Kinzigstraße 51 (Karte)                                                    | 19. Jh.                    | Geschützt nach § 2 DSchG  | BW |
|                | Wohnhaus                             | Kehl, Kinzigstraße 55 (Karte)                                                    | um 1900                    | Geschützt nach § 2 DSchG  | BW |
|                | Wohnhaus                             | Kehl, Kinzigstraße 57 (Karte)                                                    | um 1900                    | Geschützt nach § 2 DSchG  | BW |
|                | Wohnhaus                             | Kehl, Kinzigstraße 58 (Karte)                                                    | um 1900                    | Geschützt nach § 2 DSchG  | BW |
|                | Wohnhaus                             | Kehl, Oberländer Straße 12 (Karte)                                               | um 1900                    | Prüffall                  | BW |
|                | Haus St. Bernhard                    | Kehl, Rheinstraße 31                                                             | 19. Jh.                    | Geschützt nach § 2 DSchG  |    |
|                | Wohnhaus                             | Kehl, Rheinstraße 33 (Karte)                                                     | Anfang 20. Jh.             | Geschützt nach § 2 DSchG  | BW |
|                | Wohnhaus                             | Kehl, Rheinstraße 41 (Karte)                                                     | um 1900                    | Geschützt nach § 2 DSchG  | BW |
|                | Wohnhaus                             | Kehl, Rheinstraße 67 (Karte)                                                     | 19. Jh.                    | Geschützt nach § 2 DSchG  | BW |

## Auenheim
| Bild | Bezeichnung | Lage                               | Datierung | Beschreibung | ID |
| ---- | ----------- | ---------------------------------- | --------- | ------------ | -- |
|      | Grundschule | Auenheim, Schützenstraße 2 (Karte) |           | [ 3 ]        | BW |

## Bodersweier
| Bild | Bezeichnung  | Lage                                  | Datierung | Beschreibung | ID |
| ---- | ------------ | ------------------------------------- | --------- | ------------ | -- |
|      | Schulgebäude | Bodersweiher, Korker Straße 5 (Karte) |           | [ 3 ]        | BW |

## Goldscheuer
| Bild | Bezeichnung  | Lage                                | Datierung | Beschreibung | ID |
| ---- | ------------ | ----------------------------------- | --------- | ------------ | -- |
|      | Schulgebäude | Goldscheuer, Römerstraße 60 (Karte) |           | [ 3 ]        | BW |

## Kork
| Bild | Bezeichnung            | Lage                         | Datierung | Beschreibung | ID |
| ---- | ---------------------- | ---------------------------- | --------- | ------------ | -- |
|      | Ehemalige Lateinschule | Kork, Herrenstraße 7 (Karte) |           | [ 3 ]        |    |
|      | Volksschule            | Kork, Herrenstraße 9 (Karte) |           | [ 3 ]        |    |